# Oeceoclades analamerensis
Oeceoclades analamerensis là một loài thực vật có hoa trong họ Lan. Loài này được (H.Perrier) Garay & P.Taylor mô tả khoa học đầu tiên năm 1976.